# آقا محمد شریعتمدار کرمانی
آقا محمد شریعتمدار کرمانی  از سیاستمداران ایرانی بود، که در   دوره چهارم به‌عنوان نماینده رفسنجان در مجلس شورای ملی حضور داشت.